# Pseudomecas
Pseudomecas – rodzaj chrząszczy z rodziny kózkowatych i z podrodziny zgrzypikowych. 

## Zasięg występowania
Przedstawiciele tego rodzaju występują w Ameryce Płd. od Kolumbii na płn. po Argentynę na płd..

## Systematyka
Do Pseudomecas zaliczanych jest 6 gatunków:
- Pseudomecas elegantissima
- Pseudomecas femoralis
- Pseudomecas nigricornis
- Pseudomecas pallidicornis
- Pseudomecas pickeli
- Pseudomecas suturalis